# Lingue chinook
Le lingue chinook sono una piccola famiglia linguistica di lingue native americane, parlate nel Nord-Ovest degli Stati uniti, vicino alla foce del fiume Columbia dai pochi discendenti rimasti delle numerose tribù della nazione Chinook.

## Classificazione
Le lingue chinook apparterrebbero all'ipotetico gruppo delle Lingue penuti e prendono il nome dalla tribù dei Chinook.
Il gruppo si compone di tre lingue con diversi dialetti, ma si tratta di lingue ormai estinte od in via d'estinzione, infatti, come molte altre lingue amerinde nordamericane, hanno sofferto del processo di deriva linguistica verso l'inglese, per cui i giovani preferivano parlare quest'ultimo idioma a scapito di quelli tradizionali.

### Chinook inferiore
La lingua kiksht o Chinook inferiore o Chinook della costa [codice ISO 639-3: chh] è una lingua probabilmente morta. Infatti, nel 2007, il linguista Victor Golla segnalava solo più 7 locutori della lingua (su di una popolazione etnica di 140 individui). Anticamente esistevano tre dialetti della lingua: Clackama, Kiksht, Klatsop (o Tlatsop).

### Chinook superiore
La lingua wasco-wishram o Chinook superiore o Columbia Chinook [wac] è una lingua in grave pericolo d'estinzione; infatti, secondo il censimento del 2010, erano rimaste solo più 58 persone che la parlavano, e di questi solo 7 erano monolinguisti (la popolazione etnica era di 750 individui).

### Kathlamet
È una lingua estinta negli anni '30 del XX° secolo, con la morte di Charles Cultee, l'ultimo locutore dell'idioma. Secondo ethnologue.com si trattava di un dialetto del Chinook superiore, per altri linguisti del Chinook inferiore per altri ancora di una lingua a parte, ma visto la mancanza di persone che la parlano, la discussione è puramente accademica.